# Le Saulchoir
Il centro studi Le Saulchoir è una scuola teologica della provincia francese dell'Ordine dei Predicatori. Fondata nel 1904, la sua ubicazione è cambiata nel tempo.

## Storia
Dopo l'espulsione dei religiosi dalla Francia nel 1880, i frati domenicani francesi andarono in esilio in Spagna e Austria. Quando furono autorizzati a tornare nel 1895, si stabilirono nel convento di Flavigny-sur-Ozerain.
Dopo la seconda ondata di espulsioni nel 1903, i domenicani furono esiliati in Belgio, a Kain (non distante da Tournai). Qui fondarono uno studium generale nel 1904, in un'antica abbazia cistercense chiamata Le Saulchoir. Lì pubblicarono due riviste: Revue des sciences philosophiques et théologiques (dal 1907) e il Bulletin thomiste (dal 1924, da non confondere con Revue thomiste, periodico neotomista fondato nel 1893).
Nel 1939 i domenicani furono riammessi in Francia e si stabilirono a Étiolles, nel dipartimento dell'Essonne, e scelsero di mantenere il nome di Le Saulchoir per la loro scuola. Rimasero a Étiolles fino al 1971, anno in cui si trasferirono al San Giacomo a Parigi, dove nel 1992 fu fondato il Centre d'études du Saulchoir.

## Attività
La ricerca e l'insegnamento del centro studi Le Saulchoir sono svolte in coordinamento della Société thomiste, e con le attività e con gli atti della Commissione leonina, che cura l'edizione critica delle opere di san Tommaso d'Aquino.
Le Saulchoir mette a disposizione dei ricercatori due centri di documentazione: una biblioteca e gli archivi della Provincia Domenicana di Francia.

## Personalità
Fra i teologi che si sono formati o che hanno insegnato a Le Saulchoir, si ricordano: Marie-Émile Boismard, Marie-Dominique Chenu, Yves Congar, Dominique Dubarle, Claude Geffré, Michel-Louis Guérard des Lauriers, Marie-Albert Janvier, Jacques Jomier, Jean-Pierre Jossua, Jean de Menasce, Marie-Dominique Philippe, Thomas Philippe, Ambroise de Poulpiquet, Bernard Somejeu, Pierre Raffin, Henri Dominique Saffrey, Edward Schillebeeckx, Christoph Schönborn, Antonin-Gilbert Sertillanges, Louis-Bertrand Geiger.